# لیلا سوبرال
لیلا سوبرال (انگلیسی: Leila Sobral؛ زادهٔ ۲۲ نوامبر ۱۹۷۴) بازیکن بسکتبال اهل برزیل است.